# Eniania

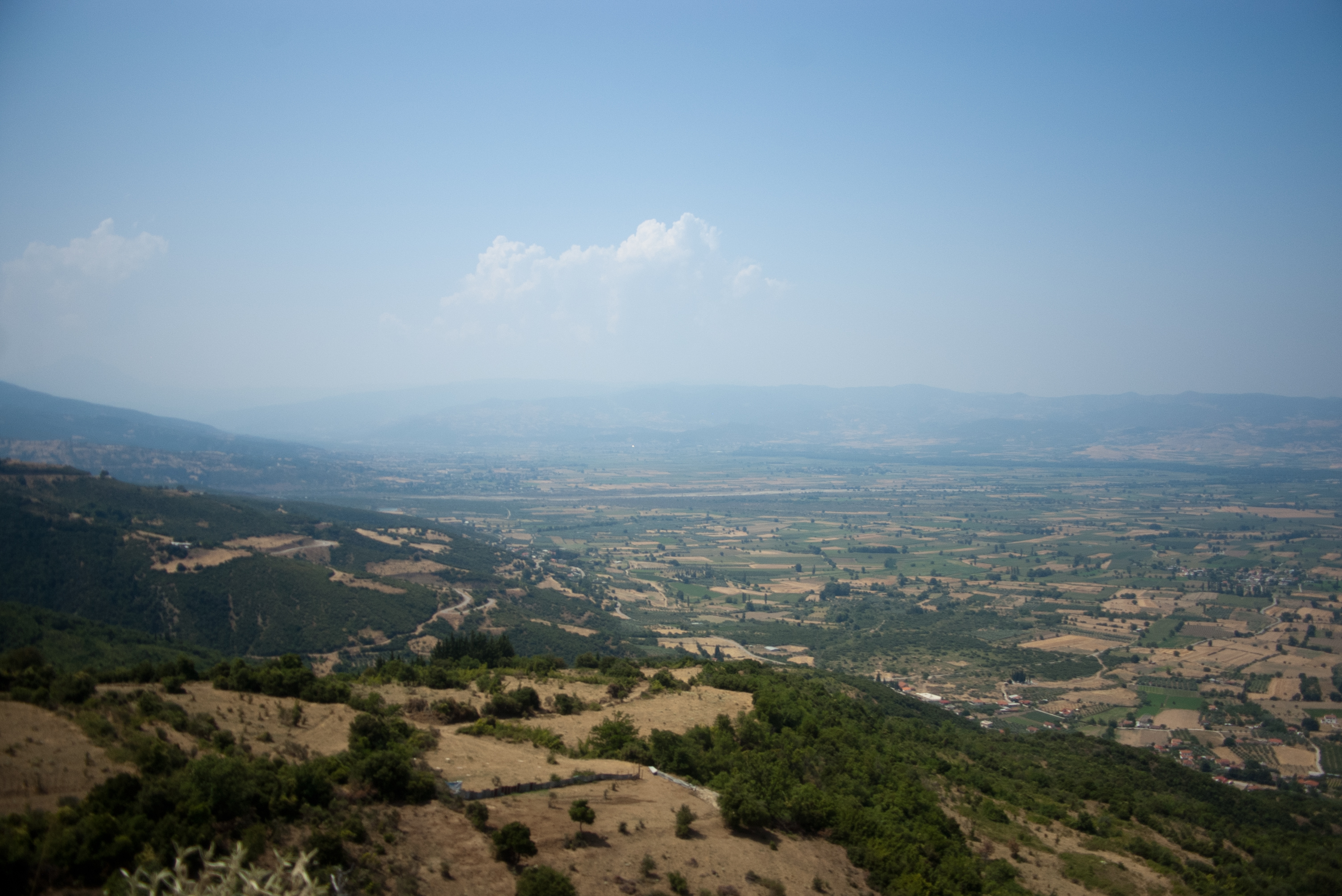
L'antica Eniania

L'Eniania (in greco antico: Αἰνίς?) era una regione dell'antica Grecia situata vicino a Lamia nella moderna Grecia centrale, nella valle superiore dello Spercheo.

## Nome
La regione prese il nome dagli Eniani, che abitavano quest'area. Il nome Ainis (Eniania) è registrato per la prima volta al tempo della Grecia romana; l'unico nome noto precedente della regione era "terra degli Eniani", Ainianōn Khóra (Teopompo).

## Geografia
Era situata nella valle superiore dello Spercheo ai confini con la Dolopia ad ovest, Oita a sud, Malis ad est e Ptiotide a nord. L'esatto confine tra Oita e Malis non è mai stato scoperto. Il fiume Spercheo fluttua attraverso la regione nel suo cammino verso il golfo Maliaco, e si unisce in Eniania con il suo maggior affluente Inaco. La zona è limitata a nord dalla catena montuosa dell'Otri e ad ovest da uno sperone de Pindo, con il picco di Timfesto visibile dalla maggior parte della regione. A sud si trovano le vette di Goulinas e monte Eta, separate dal fiume Inaco.
La maggior parte dell'Enania è costituita oggi da una fertile pianura fluviale; se ciò fosse anche durante l'antichità non è certo. Come in Grecia, in generale, vi è una certa attività sismica con sorgenti di acqua calda nei pressi del villaggio di Platystomo. Dopo l'introduzione del riscaldamento moderno, le calve balze delle montagne circostanti sono ora coperte da folte vegetazioni di edera e ficodindia.

## Storia
Plutarco scrisse (Quest. Graec. 12) che gli Enaniani vennero espulsi dalla Tessaglia dai Lapiti vagando per la penisola greca fino a quando finalmente si stabilirono nella Valle superiore dello Spercheo. Secondo Plutarco, quando gli Eniani finalmente si stabilirono in quella che sarebbe diventata l'Eniania, la terra era già occupata dagli Inachiani e dagli Achei. Femio, re degli Eniani, uccise però Iparoco re degli Inachiani, con una pietra mentre il secondo aveva la testa girata, ottenendo così la regione per il suo popolo.
Gli Eniani coniarono monete a Ipata con la testa di Zeus sul dritto e il leggendario re Femio sul retro.

## Insediamenti
Molto poco si sa degli insediamenti dell'antica Eniania a parte la città di Ipata. Diverse poleis (Sosteni, Spercheiai, Kapheleis, Korophaioi, Phyrrhagaioi e Talana) sono menzionate nelle iscrizioni a Delfi, ma a parte Ipate, nessuna è stata ancora identificata in modo convincente. Un piccolo insediamento, quello di Makra Kome, viene menzionato in un passaggio di Tito Livio per essere stato devastato dalla lega etolica durante la seconda guerra macedone. Ci sono però diversi siti noti della zona, per lo più del periodo ellenistico, alcuni dei quali di carattere urbano.

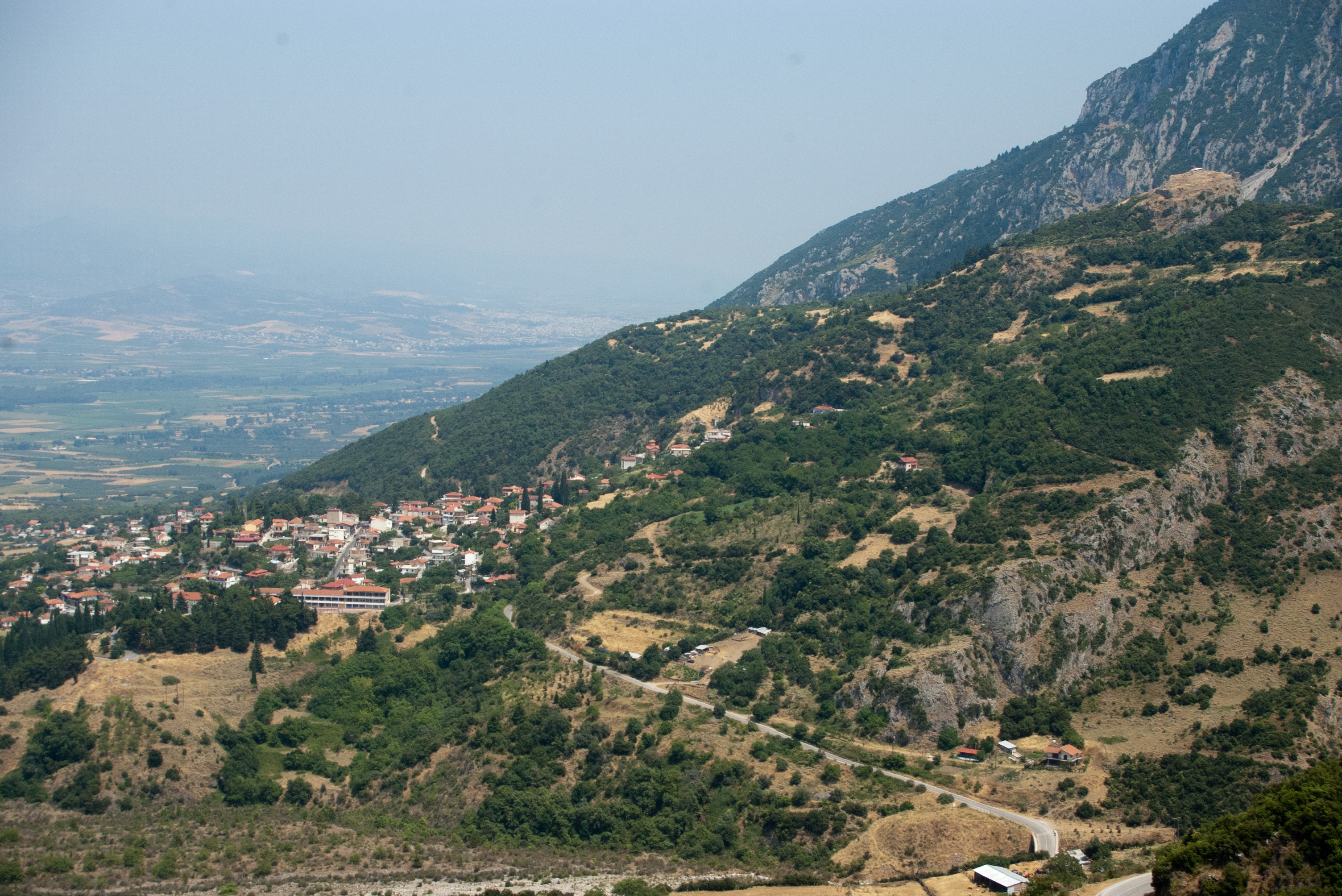
Ipata (Ypati).

### Ipata
La "capitale" dell'Eniania, Ipata (Ὑπάτα), era situata nel sito dell'odierna Ypati sulle pendici nord del monte Oeta; il nome derivò probabilmente dalla corruzione di hypo Oita (in greco antico: ὑπὸ Οἴτα?, dal significato "vicina al monte Oeta"). L'antica città era probabilmente divisa in una città bassa fortificata situata approssimativamente nella posizione moderna della città, e un'acropoli che è ancora visibile più in alto sulla montagna. A parte alcune fortificazioni e iscrizioni, molto poco della città antica è oggi visibile; i viaggiatori del XX secolo hanno potuto osservare blocchi e lastre antiche inseriti nelle costruzioni moderne, ma la maggior parte di questi probabilmente sono stati distrutti quando la tedesca Wehrmacht demoliì la maggior parte della città durante la seconda guerra mondiale. La torre di comando sull'acropoli è di una data successiva, costruita dalla repubblica di Genova nel Medioevo. L'area politica di Ipata probabilmente si estendeva ben a nord sulla pianura fluviale, che è anche citata in alcune iscrizioni. Una strada su monte Eta portava verso sud da Ipata verso Kallion in Etolia.
La maggior parte dell'Asino d'oro di Apuleio si svolge ad Ipata, che all'epoca del romanzo era una città romana fiorente. Dopo l'introduzione del Cristianesimo, Ipata divenne una diocesi nella romana provincia di Acaia. Nella tarda antichità, Ipata divenne il rifugio dei cittadini di Patrasso fuggiti dall'invasione slava della Grecia; di conseguenza, la città cambiò il suo nome in Neopatras ("Nuova Patrasso"), che mantenne fino alla costituzione del moderno stato greco nel XIX secolo.

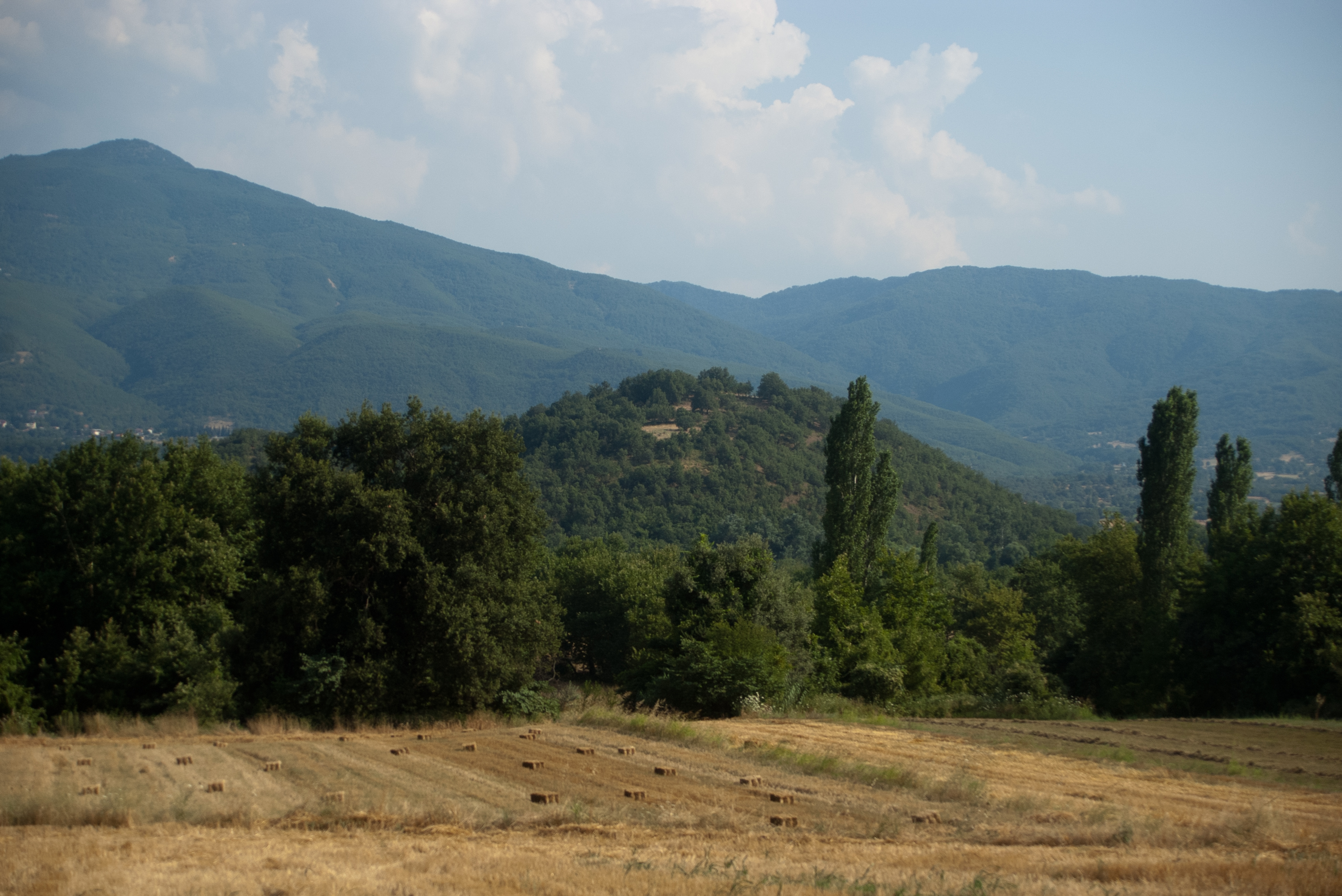
Kastrorakhi vista da Vitoli.

### Kastrorakhi
Una collina allungata vicino al villaggio di Vitoli (Βίτολη) porta il nome Kastrorakhi (Καστρόραχη, "cima del castello"), e sulla sua cima ci sono resti di un muro con numerose torri, nonché una delle porte. Le mura comprendono tutta la collina, che hanno la forma di una distorta "T", e sono conservate solo in misura limitata. Non rimangono altri resti di strutture diverse dal muro di cinta. L'importanza strategica delle fortificazioni, non sono da sottovalutare in quanto la posizione domina la pianura superiore della valle, nonché la confluenza dello Spercheo con il suo affluente, il Papagourna.
La posizione è spesso associata con l'antica polis di Spercheiai, ma l'identificazione rimane incerta.
Stählin, visitando il sito, nei primi anni 1910, scrisse che non era possibile verificare se il sito era abitato nell'antichità a seguito dell'uso agricolo fatto nel tempo della collina. Egli è stato solo in grado di trovare tracce di ceramiche a figure rosse nel luogo, che risalgono al periodo ellenistico. Béquignon, qualche decennio dopo, disse che lo stato delle mura era mediocre, probabilmente a seguito delle spoliazioni fatte in quel tempo.

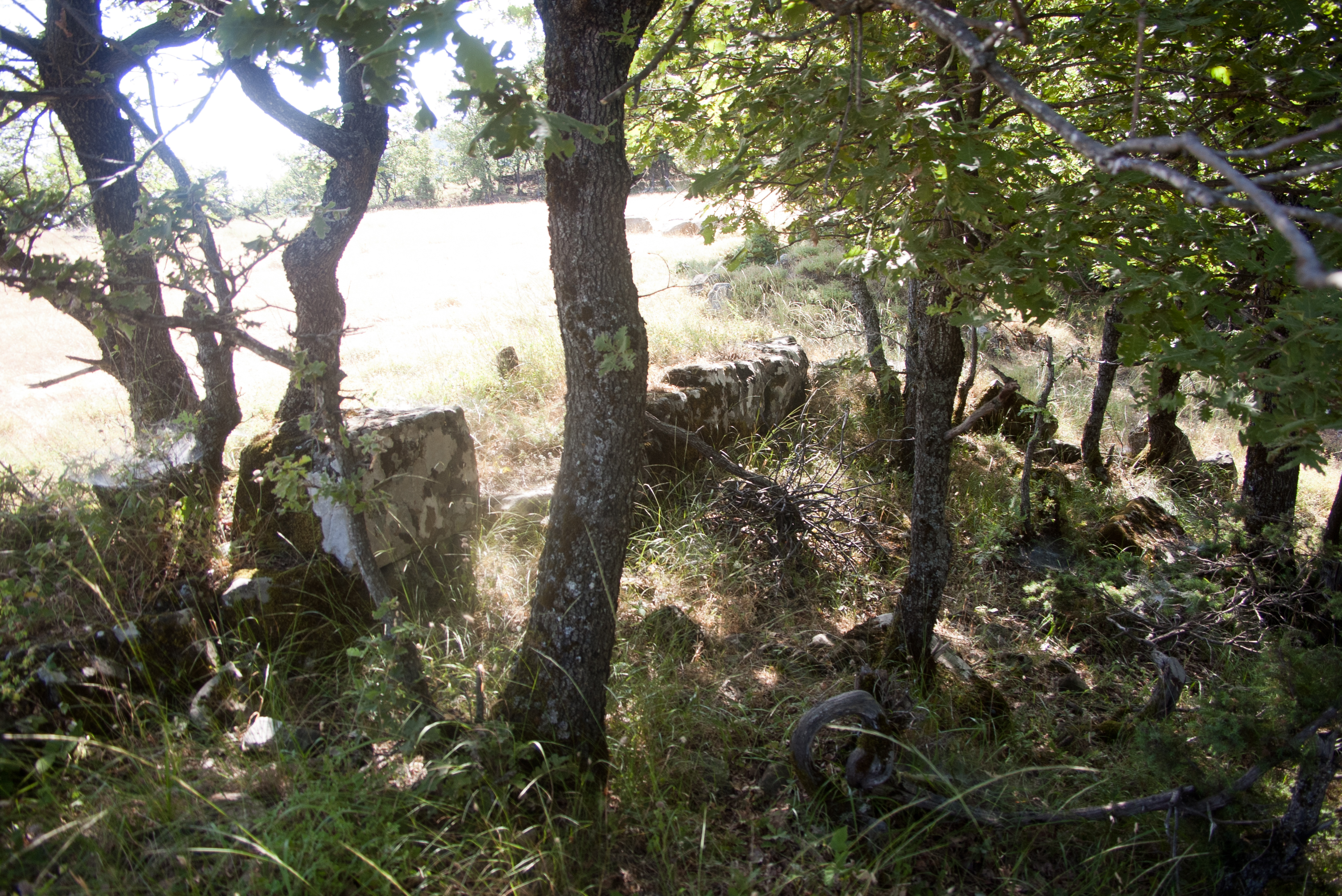
Il sito di Ano Fteri.

### Ano Fteri
Appena a sud dif Kastrorakhi, sulle pendici dello Fteri, vi è un altro sito di considerevoli dimensioni, noto come Ellinika. Un muro circolare si estende attorno a un altopiano tra due burroni. La vista è abbastanza dominante; tutti i siti noti dell'Eniania sono visibili da questa posizione, che la rende un luogo di importanza strategica.
Le rovine di Ano Fteri, come anche quelle di Kastrorakhi, sono state collegate alla polis di Spercheiai, ma questa teoria non è stata provata. Il corpo di una statua femminile in tufo venne trovato nei dintorni nel 1973, ma nessuna altra pubblicazione è stata fatta successivamente. Béquignon interpretò il sito come un mero punto di osservazione e non un luogo di difesa.

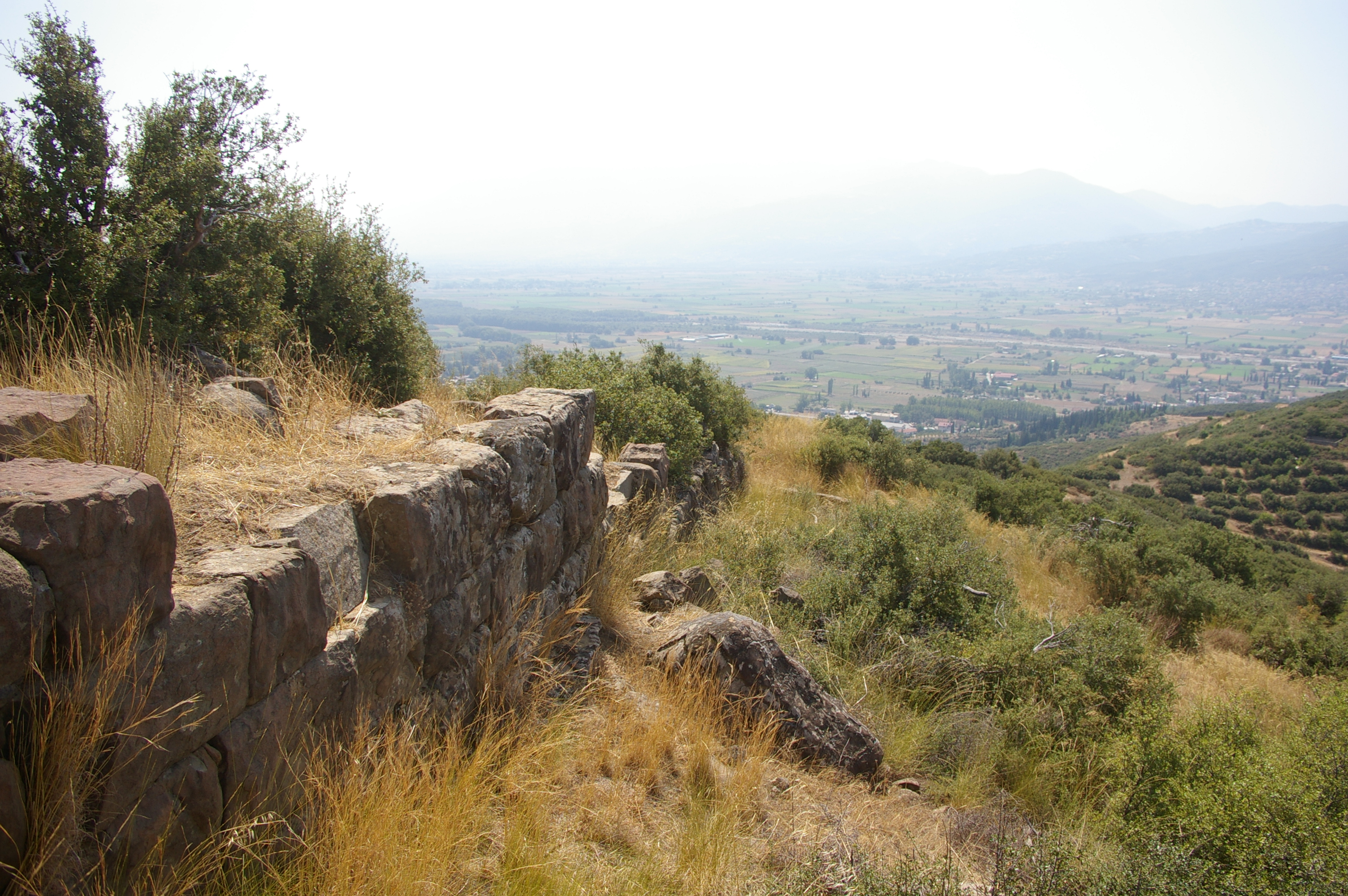
Vista da Profitis Ilias.

### Profitis Ilias
Ubicato nel centro dell'Eniania, la collina di Profitis Ilias (Προφήτης Ηλίας) si affaccia sulla maggior parte delle pianure inferiori del Spercheo e custodisce il passo di Giannitsou, conducendo a nord della Tessaglia. Un muro circolare racchiude le due cime del colle, creando una doppia acropoli con una sella bassa in mezzo. Molto poco c'è ancora da vedere nel sito; la maggior parte del muro di cinta è perduto, la parte più suggestiva essendo situata lungo il versante sud-ovest con diverse fondazioni di torri. Béquignon indica che c'erano resti di fondazioni di abitazioni soprattutto sulla vetta nord, al momento della sua visita negli anni 1920.
Ai piedi delle colline e nella pianura sotto la collina, Georges Roux nel 1954 rilevò resti di una possibile città bassa, e anche alcuni materiali epigrafici nel vicino villaggio di Platystomo. Roux e la maggior parte degli altri studiosi del XX secolo hanno interpretato i resti di Profitis Ilias come quelli di Makra Kome (Μακρὰ Κώμη), brevemente menzionati da Tito Livio, e la vicina città di Varybombi ha cambiato il suo nome in Makrakomi a seguito di ciò.
Stählin, Béquignon e Roux datano tutti i resti di Profitis Ilias al periodo ellenistico (tardo IV secolo a.C.-primi del II secolo), una visione supportata da reperti provenienti dagli scavi condotti dalla Soprintendenza locale del servizio archeologico greco a Lamia negli anni 1970. Questo è stato contestato da alcuni autori locali che sostengono che la collina è la posizione del luogo natale semi-mitico di Achille, Ftia. Questo è, tuttavia, sulla base di letture filologiche e non è supportato da alcuna prova archeologica.
Il sito di Profitis Ilias è attualmente oggetto di una indagine archeologica condotta dal XIV Eforato di Lamia e dello Istituto Svedese di Atene.